# Eduard Fischer (Autor)
Eduard Fischer (* 21. Januar 1896 in Egerkingen; † 19. September 1981 in Olten) war ein Schweizer Schriftsteller und Historiker.

## Leben
Eduard Fischer wurde am 21. Januar 1896 als Sohn des Eduard Fischer in Egerkingen geboren. Nach dem Besuch des Lehrerseminars in Solothurn studierte er Geschichte und deutsche Literatur in Bern, Neuenburg und Basel. Im Anschluss daran arbeitete er als Bezirkslehrer in Hägendorf und als Inspektor der Dorfschulen im Untergäu. Ab dem Jahre 1925 unterrichtete er als Bezirkslehrer in Olten.
Eduard Fischer, der 1922 Maria Magdalena (geborene Morgenthaler) ehelichte, verstarb am 19. September 1981 85-jährig in Olten.

## Ehrung
- 1973: Ehrenbürger von Olten

## Wirken
Eduard Fischer trat als Sammler von Sagen, als Herausgeber von Erzählsammlungen für die Schuljugend sowie als Jugendschriftsteller in Erscheinung. Daneben machte er sich vor allem als Lokalhistoriker einen Namen.

## Werke
- ’s Märlichrättli. Was albe dr Großätti verzellt het. 1920, 1922.
- Märli und Sage usem Gäu. 1922, Neufassung 1971.
- «Wo der Adler haust». Ein Auszug aus Friedrich von Tschudis «Thierleben der Alpenwelt». 1944.
- Geschwister Heider. 1935.
- Oltner Brückenbuch. 1954.
- Oltner Urkundenbuch. 1972.